# Révész Béla (író)

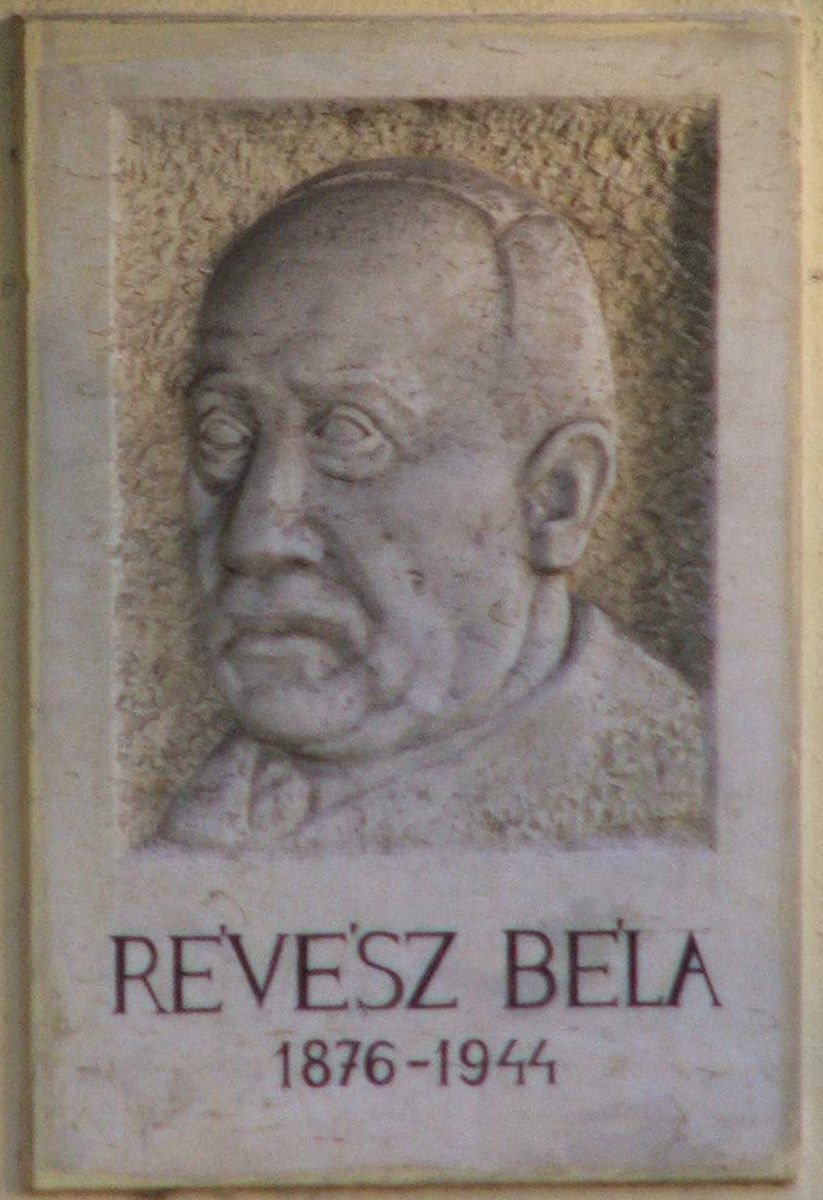
Emléktáblája Esztergomban, a Nagy-Duna sétányon

Révész Béla, született Róth Benjámin (Esztergom, 1876. február 17. – Auschwitz, 1944) zsidó származású magyar szocialista író, újságíró.

## Élete
Róth Mór alkusz és Kohn Rozália fia. Az inasévek után Esztergomban és Budapesten végezte gimnáziumi tanulmányait. 1905-ben megismerkedett Adyval, akinek ezután baráti köréhez tartozott, és bátran vállalta a forradalmár költő lírájának népszerűsítését. 1906-tól a Népszava munkatársa, 1907–08-ban a Népszava Olvasótárának szerkesztője. Emellett Zigány Árpáddal szerkesztette a Renaissance című folyóiratot. 1908-tól a Nyugat munkatársa. 1912-ben Bárdos Artúrral megalapította az Új Színpadot. 1918. január 10-én Budapesten házasságot kötött Stern Stefániával. 1919-ben az Új Idők főmunkatársa volt. A Magyarországi Tanácsköztársaság idején az írói direktórium tagja, majd leverése után Bécsbe emigrált. 1922-ben hazatért, a Népszava szerkesztője lett, 1925-ben betegsége miatt megvált a szerkesztői munkától. 1931-ben Baumgarten-díjat kapott. A két világháború közt az erdélyi Zsidó Jövő közölte írásait. 1944-ben a Gestapo elhurcolta, megsemmisítő táborban halt meg.

## Alkotásai
Novelláiban a társadalom kitaszítottjait, beteg, megnyomorított alakokat ábrázol. A nagy börtön (1907) című elbeszéléskötete a zolai naturalizmus követőjének mutatja. A „proletárnovellák” alcímű A lárva mögött (1911) novelláiban és A magunk útján (1912) eredeti műfajú darabjaiban (énekek, glosszák) részvevő és lázító hangon szól „a szenvedés, munka és forradalom táborához” (Ady). Naturalizmusa expresszionista stíluselemekkel telítődik. A Vonagló falvak (1914) című regényében a kényszerű paraszti kivándorlás okozta társadalmi és szexuális nyomorúságot ábrázolja. Révész Béla merészen szakított a hagyományos regényszerkezettel, a költőiség, a zeneiség és a dinamikus kifejezés jegyében újította meg a próza nyelvét; a Beethoven (1917) és a Miniatűrök (1919) című kötetekben versszerű szövegeket alkotott. Jelentős az Ady-hagyaték ápolásával kapcsolatos működése.

## Kötetei

### 1919-ig
- Emberek harcza. Novellák; Pátria Ny., Bp., 1899
- Forgatagban. Történetek; Berkovits Ny., Bp., 1902
- Új novellák; Révai-Salamon Ny., Bp., 1905
- Rejtett utakon. Novellák; Márkus Ny., Bp., 1906 (Magyar zsidó könyvtár)
- A nagy börtön; Jókai Ny., Bp., 1907 (Az Otthon könyvtára)
- Révész Béla–Kozma Lajos: Találkozás Hamupipőkével, 1-2.; Singer-Wolfner, Bp., 1909
- A völgyben. Novellák; Politzer, Bp., 1910 (Modern könyvtár)
- Szegény ember dolga... Elbeszélések; Lampel, Bp., 1910 (Magyar könyvtár)
- A lárva mögött. Proletárnovellák; Politzer, Bp., 1911 (Modern könyvtár)
- A hamu alatt. Novellák; Schenk, Bp., 1911 (Mozgó könyvtár)
- Tolstoj Leo élete; Eke, Bp., 1911
- A magunk útján. Énekek, glosszák; Világosság Ny., Bp., 1913
- Szemtől-szembe; Tevan, Békéscsaba, 1914
- Vonagló falvak. Regény; Pallas Ny., Bp., 1914
- Nyomor. Elbeszélések; Lampel, Bp., 1914 (Magyar könyvtár)
- Beethoven. Miniature; Bíró Miklós, Bp., 1915
- Genovéva arca; Légrády, Bp., 1917 (Az Érdekes Újság könyvei)
- Miniatűrök; Athenaeum, Bp., 1919
- A nagy börtön; Népszava, Bp., 1919

### 1920–1944
- Proletárok kis könyve; Ipag, Wien, 1921
- Ady Endre életéről, verseiről, jelleméről; Kner Izidor, Gyoma, 1922
- Egyedül mindenkivel. Regény a meg nem szabaduló prédáról; Globus Ny., Bp., 1922
- Negyvenöt miniatűr; ill. Fáy Dezső; Mentor, Bp., 1923
- Ady Endre tragédiája. A háború, a házasság, a forradalom évei, 1-2.; Athenaeum, Bp., 1925
- Újra és mindig; Athenaeum, Bp., 1928 (Korunk mesterei)
- Mosoly. Novellák; Athenaeum, Bp., 1928 (Révész Béla munkái)
- Proletárok; Athenaeum, Bp., 1928 (Révész Béla munkái)
- Újra és mindig; Athenaeum, Bp., 1928 (Révész Béla munkái)
- Egyedül mindenkivel; Athenaeum, Bp., 1928 (Révész Béla munkái)
- Magyar küzdelem. Tükör kulturális és szociális intézményeinkről; Gergely, Bp., 1934
- Ady és Léda; Dante, Bp., 1934
- Ady trilógiája. A három könyv egy kötetben; Nova, Bp., 1935
- S lehullunk az őszi avaron. Ady és Léda tragikus szerelmének titkai; Prager, Bratislava-Pozsony, 1937 (Az Új Európa könyvesháza)
- Régi hárfa; ill. Rudnay Gyula; Prager, Pozsony, 1937
- Max Nordau élete. Huszonkét reprodukcióval; s.n., Bp., 1941
- Ady Endre összes levelei Lédához és a nagy regény teljes története; szerzői, Bp., 1942
- Révész Béla írásai; Farkas Ny., Bp., 1942

### 1945–
- Szemtől szembe; vál., bev. Bölöni György; Táncsics, Bp., 1958 (Táncsics könyvtár)
- Velük, értük. Válogatott elbeszélések; vál., sajtó alá rend. Kabos Ernő; Szépirodalmi, Bp., 1961
- Tündérek; vál., szerk. Győri János, Magyar Helikon, Bp., 1976
- Vonagló falvak; utószó Kőbányai János; Múlt és Jövő, Bp., 2015